# 米哈伊尔·戈尔巴乔夫之死
2022年8月30日，蘇聯共產黨中央委員會總書記、唯一的蘇聯總統米哈伊尔·戈尔巴乔夫在長期患病之後于莫斯科中央臨床醫院去世，享年91岁。根據戈巴卓夫的遺囑，戈巴卓夫將被安葬在莫斯科的新聖女公墓，在他的已故妻子賴莎·馬克西莫夫娜旁邊的一個家庭葬禮厅中。其遗体告别仪式于9月3日在莫斯科工会大厦圆柱大厅内举行。告别仪式结束后，在新圣女公墓举行葬礼。

## 背景
2011年，戈爾巴喬夫在德國接受了脊柱手術，之後又進行了幾次手術。他患有糖尿病。自2020年初以來，戈巴卓夫一直住在莫斯科中央臨床醫院並受醫生監督，在那裡他有一個單獨的安全病房，院方只允許他的近親進入。戈巴卓夫可以繼續通過電話與同事和朋友交流。他通過電話與他人溝通時透露自己經歷了四次手術，減掉了40公斤，再也不能走路。他還抱怨自己的健康和食慾出現問題。
2022年7月，戈巴卓夫的病情惡化。他出現了腎臟問題，這就是他需要血液透析的原因。
2022年7月下旬，戈巴卓夫的秘書阿列克謝·維涅季克托夫的一位密友表示，當他得知俄羅斯總統弗拉基米爾·普京發動軍事行動入侵烏克蘭時，他非常沮喪，根據韋涅季克托夫的說法，米哈伊爾·戈爾巴喬夫認為俄羅斯總統普京“毀掉了他畢生的事業”。
戈巴卓夫一度接受了姑息治療。戈爾巴喬夫被允許短暫離開醫院，並於8月29日抵達中央臨床醫院進行另一次血液透析，於莫斯科時間8月30日22:00左右去世。

## 喪葬
禮堂歷來被用來為高級官員和領導人舉行國葬儀式；蘇聯第二任領導人約瑟夫·斯大林的遺體在1953年去世後被展出，值得注意的是，與俄羅斯首任總統鮑里斯·葉利欽不同，戈爾巴喬夫不會被授予國葬，然而，克里姆林宮發言人佩斯科夫確實宣布，戈爾巴喬夫將獲得國葬待遇，例如儀仗隊和部分政府組織代表人員將會參加。據報導，俄羅斯總統弗拉基米爾·普京將不會出席戈爾巴喬夫的葬禮，此舉引起了媒體的關注。

## 告別儀式
俄羅斯總統弗拉基米爾·普京9月1日抵達中央臨床醫院，在棺材前獻花悼念米哈伊爾·戈爾巴喬夫，俄羅斯總統新聞秘書德米特里·佩斯科夫解釋說，在葬禮當天說再見不會讓“總統忙碌的日程”，根據戈爾巴喬夫的遺囑，戈爾巴喬夫於2022年9月3日在莫斯科的新聖女公墓以軍事榮譽安葬在他的妻子賴莎·馬克西莫夫娜旁邊。告別儀式於同一天在柱廳舉行。
警察封鎖了莫斯科市中心，那些希望從上午10點到下午2點與戈爾巴喬夫告別的人在聯邦議院附近排隊，經過幾個金屬框架和搜查。告別儀式結束後，裝有前蘇聯總統遺體的棺材被帶到新聖女公墓，在那裡舉行了葬禮和埋葬。前一天，當局宣布戈爾巴喬夫的葬禮將“與國家分子一起”舉行。據梅杜扎記者報導，大廳裡播放著古典音樂，用黑色布製的長長的低矮基座將行人隔開，棺材立在中央，周圍有儀仗隊。人們把鮮花放在基座上。
俄羅斯前總統梅德韋傑夫、歌手阿拉·普加喬娃、作家列昂尼德·卡加諾夫、政治家格里高利·亞夫林斯基、康斯坦丁·科薩切夫、柳德米拉·納魯索娃、電視記者弗拉基米爾·波茲納等出席了告別儀式。外國領導人中，只有匈牙利總理歐爾班，以及美國、英國、德國、法國、西班牙、吉爾吉斯斯坦等國駐俄大使出席。奧地利《新聞報》指出，由於歐盟和美國的反俄製裁，反制高官入境俄羅斯，許多想向戈爾巴喬夫致敬的歐洲政客沒有來參加葬禮。西方政客，以及為飛越西方國家而關閉俄羅斯天空。在從柱廊移走棺材時，送葬隊伍的領頭人是《新報》總編輯、諾貝爾和平獎獲得者德米特里·穆拉托夫，手裡拿著一張米哈伊爾·戈爾巴喬夫的照片。
據梅杜扎報導，在新聖女公墓，人少，氣氛更民主。通過金屬框架進入墓地的入口被安排在新聖女修道院的左邊，沒有排隊。墓地的中央小巷兩旁都是雲杉樹枝，莫斯科時間14時30分左右，儀仗隊沿豎巷排成一列，管弦樂隊就位。 14點56分接到命令：“開始！”在她身後，守衛抬起頭，演奏葬禮進行曲。葬禮隊伍由德米特里·穆拉托夫率領，他手持戈爾巴喬夫的肖像。在他身後，儀仗隊帶著死者的花圈和國家獎章。棺材上覆蓋著俄羅斯國旗，伴隨著儀仗隊。在戈爾巴喬夫的新聖女公墓，神父阿列克謝·烏明斯基按照東正教儀式舉行了葬禮。

## 各方反應

### 俄羅斯
克里姆林宮發言人德米特里·佩斯科夫表示總統弗拉基米尔·普京對戈巴契夫的去世表示深切哀悼，已向其親友發去弔唁电。

### 国际反应

#### 联合国
联合国秘书长古特雷斯表示，對戈爾巴喬夫的去世感到特別悲痛，他又指戈爾巴喬夫是一名獨一無二的政治家，他改變了歷史的進程，他在和平結束冷戰所作的努力無人能及。

#### 中华人民共和国
中国外交部新闻司副司长、外交部发言人赵立坚对戈尔巴乔夫逝世表示哀悼，并肯定了戈尔巴乔夫为推动中苏关系正常化作出的贡献。

#### 美国
美國總統乔·拜登發表聲明表示對戈爾巴喬夫的逝世致予最深切的哀悼，並表揚他勇於犧牲政治生涯改變未來，為世界帶來了和平，是罕見的領袖。

#### 
澳洲財政部長甘馬斯說，戈爾巴喬夫是關鍵時刻的關鍵人物，當世界看到衝突和僵局時，他看到了和平和可能性，他是勇氣和遠見的縮影，他提醒人們，結束戰爭比發動戰爭需要更多的勇氣，他將作為使世界變得更安全的關鍵建築師而被銘記。對於我們這些經歷過這一時期的人來說，這是一個極度焦慮的時期，全世界都有一種生存威脅感，他和美國前總統里根的對話真的結束了這一局面，世界變得更加安全。澳洲前總理基廷說，戈爾巴喬夫朝著走向一個更開放、更協商的政府的歷史性舉措至關重要，他的慷慨和真誠以及與人溝通，贏得了信任，得到了承諾。

### 英国
英國女王伊丽莎白二世在就戈尔巴乔夫之死致俄罗斯人民的致辞中回忆起他1989年对英国进行国事访问时的“许多温暖”，并表示“通过他的勇气和远见，他获得了英国人民的钦佩、喜爱和尊重”。不料，伊丽莎白二世也在戈尔巴乔夫去世九天后於苏格兰驾崩。